# Kanada-kommandó

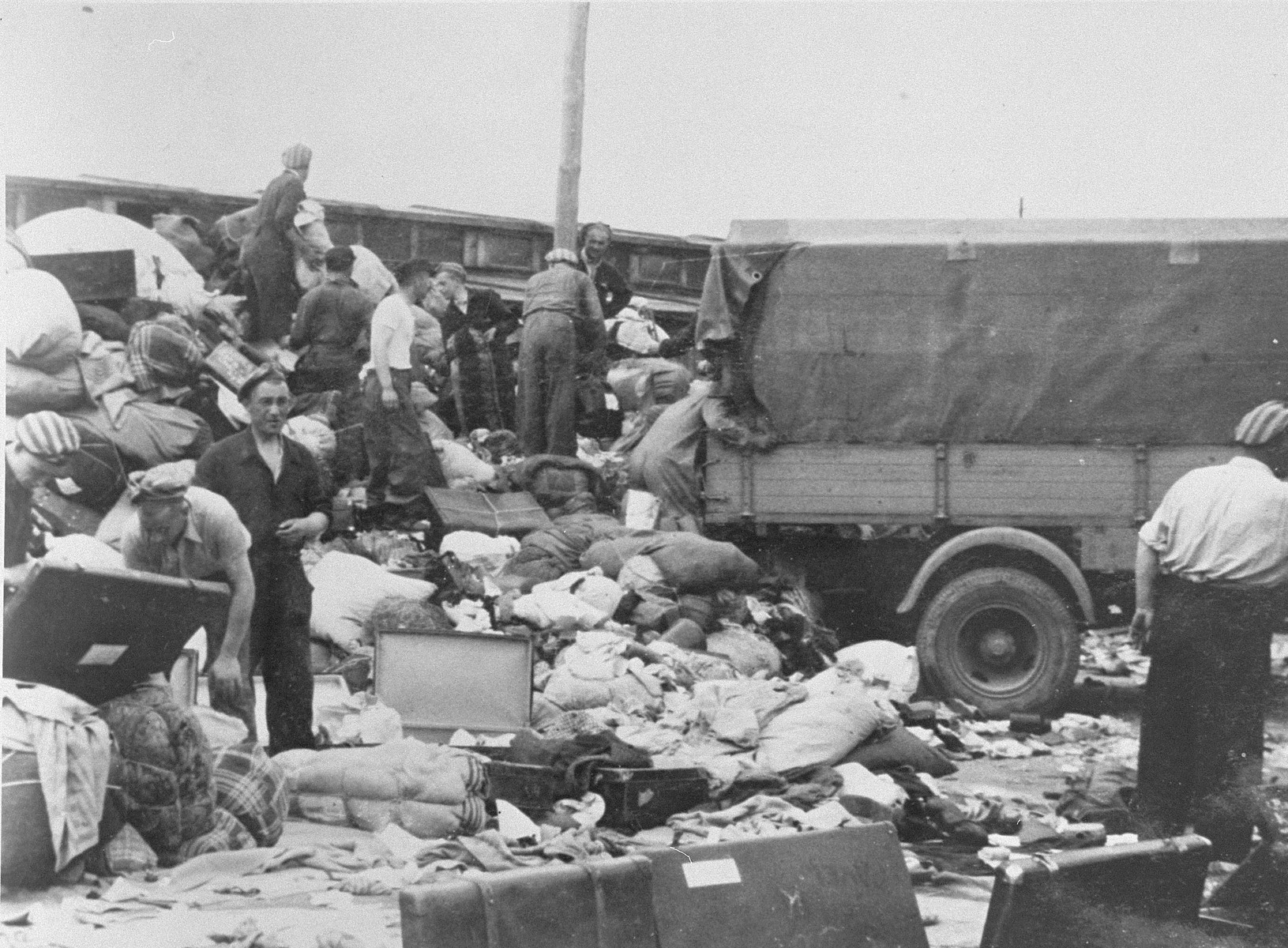
A kommandó tagjai egy auschwitz-birkenaui raktárban kirakodják a Kárpátaljából származó zsidók elkobzott vagyonát

Kanada-kommandó más néven Aufräumungskommando vagy kanadások: a deportált zsidók értékeit kezelő és szortírozó, főleg zsidókból álló takarító munkacsapat elnevezése volt Auschwitzban.

## Kanada–kommandó név eredete
A háború kezdete előtti ínséges időkben sok lengyelországi zsidó származású ember távozott Kanadába, ami akkoriban a bőség szimbólumának számított. Kanada–kommandós elnevezést azok az auschwitzi fogoly-munkások kapták, akik az újabb szállítmányokkal érkező foglyok értékeit szelektálták. Ezek a munkások, a többi fogollyal ellentétben, a táborban nélkülözött ételhez, ruhához, cipőhöz, használati tárgyhoz és értékhez juthattak, így sokkal jobb körülmények közt éltek.

## A kommandó felépítése és működése
Az auschwitzi Kanada I-ben átlagosan 1000-1600 férfi és nő dolgozott. 1943 decemberében létrehozták a Kanada II (Effektenlager II) munkacsoportot. A dolgozókat hivatalosan takarító munkacsapatnak (Aufräumungskommando) nevezték, de a foglyok és az őrök is kanadának nevezték őket.
A kanadások különböző helyeken dolgoztak, voltak akik az új transzportok érkezésekor a vasút mellett rakodták az újonnan érkezett elítéltek anyagi javait és voltak akik a raktárakban válogatták szét a csomagokban talált értékeket, tárgyakat. A vasút mellett dolgozók – általában férfiak voltak – csíkos ruhát viseltek, ők rendezték sorba a vonatról leszállított foglyokat és ők rakták fel a csomagokat teherautókra, melyek a Kanadának nevezett raktárba szállították azokat. 
Ahogy nőtt a deportáltak száma, úgy nőtt a beérkező poggyászoké is, így a németeknek növelni kellett a kanada-munkások számát: Kanada II-ben 1944 nyarán átlagosan 1500-2000 férfi és nő dolgozott. A munkások több műszakban és több munkacsapatban dolgoztak. Minden egyes munkacsapatnak külön egyenruhája volt. A munkások között sok magyarországi zsidó is volt, az egyikük a következőképpen emlékezett vissza: „Cirka 4 hónapig voltam ott. A halottak ruháival dolgoztunk. A zsebekből iratok, fényképek kerültek elő.” Egy másik beszámoló szerint:  „Irigylésre méltó hely volt, nem kellett éhezni, jutott néha külön egy-egy falat… A transzportok által hozott csomagokat mi szortíroztuk, azokban mindig akadt ennivaló, amihez titokban hozzá tudtunk jutni, ez megmentett minket az éhhaláltól.”
A munkásoknak tilos volt bármilyen csomagból származó tárgyat is megtartaniuk, ezért időnként az őrök megmotozták őket és ha valakinél találtak valamit az vagy elvesztette a munkáját, vagy megverték. A csomagokban talált élelmiszert viszont megehették a raktárban, azonban tilos volt ételt becsempészni a táborba. A táborban lakó munkásokat elsősorban az éhhalál fenyegette, a kanada-kommandósoknak, a csomagokban talált ételnek köszönhetően nagy volt a túlélési esélyük, azonban a birkenaui Kanada II. osztagban dolgozókra nagyobb lelki teher jutott: a raktárak a III. és a IV. krematórium között terültek el, és az itt dolgozók jól látták az V. krematóriumban és a reaktivált ideiglenes gázkamrában (Bunker 2) történő kivégzéseket. A következőképp emlékezett vissza egy munkás: „…Ez a munka alapjában véve nem volt nehéz, de borzalmas körülmények között folyt le. Szemben velünk volt ugyanis a krematórium és mi végignéztük minden érkező csoport szelektálását, láttuk az öregeket és gyerekeket bemenni a krematórium ajtaján, hallottuk a borzalmas sikoltozásokat, és nem láttunk senkit kijönni… Alapjában véve nekünk könnyű volt a helyzetünk, mert bőven volt az organizált ennivalónk, azonban senki sem tudott enni az égett emberhús szagú levegőben, állandó sikoltozások között.” Előfordult, hogy a csomagokban elrejtett megfulladt csecsemőkre, vagy saját családtagjaik holmijaira bukkantak. Több kanada-kommandós munkás annak ellenére, hogy viszonylag biztonságban volt ennél a munkacsoportnál, a lelki teher nyomására, inkább hajlandó volt kockáztatni túlélési esélyeit, csak hogy elkerülhessen a krematóriumokban zajló tömegmészárlás közeléből. Az egyik ilyen munkás a következőket mondta: „Csak 3 napig voltam itt beosztva, mert nem bírtam a krematórium szagát és nem voltam képes hallgatni, hogy hogyan sikoltoznak és jajgatnak a szerencsétlen gyerekek, akiket megölni vittek.”

## Külső hivatkozások
- KANADA I
- A Kanada-kommandó
- Jegyzőkönyv: 254
- Kanada-kommandó (angol)
- The "Canada" Commando as a force for resistance in Auschwitz
- Képek a Kanada-kommandóról